# Vilma Nissinen
Vilma Nissinen  (* 19. November 1997) ist eine finnische Skilangläuferin.

## Werdegang
Nissinen, die für das Vuokatti Ski Team Kainuu startet, lief im Dezember 2015 in Vuokatti ihre ersten Rennen im Scandinavian-Cup und belegte dabei 45. Platz über 10 km klassisch, den 42. Rang im Sprint und den 40. Platz über 10 km Freistil. Im Februar 2015 wurde sie in Imatra und im Februar 2016 in Vörå finnische Juniorenmeisterin im Sprint. Zudem wurde sie im März 2016 in Valkeakoski finnische Juniorenmeisterin über 5 km Freistil. Bei den Nordischen Junioren-Skiweltmeisterschaften 2016 in Râșnov kam sie auf den 31. Platz im Sprint, auf den 29. Rang über 10 km Freistil und auf den neunten Platz mit der Staffel und bei den Nordischen Junioren-Skiweltmeisterschaften 2017 in Soldier Hollow auf den 36. Platz über 5 km Freistil, auf den 17. Rang im Skiathlon und auf den siebten Platz mit der Staffel. Ihr Debüt im Weltcup hatte sie im November 2017 beim Ruka Triple, das sie auf dem 75. Platz beendete. Bei den U23-Weltmeisterschaften 2018 in Goms lief sie auf den 30. Platz im Sprint, auf den 20. Rang im Skiathlon und auf den 18. Platz über 10 km klassisch und bei den U23-Weltmeisterschaften 2019 in Lahti auf den 13. Platz im Sprint und auf den achten Rang im 15-km-Massenstartrennen. Im März 2018 wurde sie in Kauppi finnische Juniorenmeisterin im 20-km-Massenstartrennen. Im Februar 2019 holte sie in Cogne mit dem 23. Platz über 10 km klassisch ihre ersten Weltcuppunkte. In der Saison 2019/20 wurde sie in Kontiolahti finnische Juniorenmeisterin im 20-km-Massenstartrennen und belegte bei der Tour de Ski 2019/20 den 31. Platz. Bei den U23-Weltmeisterschaften 2020 in Oberwiesenthal errang sie über 10 km klassisch und mit der Staffel jeweils den achten Platz. Im folgenden Jahr lief sie bei den nordischen Skiweltmeisterschaften in Oberstdorf auf den 29. Platz im 30-km-Massenstartrennen und auf den 22. Rang im Skiathlon.